# ممنوع (فیلم ۱۹۸۴)
«ممنوع» (انگلیسی: Forbidden) یک فیلم است که در سال ۱۹۸۴ منتشر شد. از بازیگران آن می‌توان به ژاکلین بیسه، یورگن پروچنو، آیرین ورت، و پیتر وان اشاره کرد.